# Aetheometra
Aetheometra là một chi bướm đêm thuộc họ Geometridae.